# 如来
如来（羅馬化：Tathāgata），音譯為多陀阿伽陀，佛的十大稱號之一。梵語意思是“如”，意思為如同或不變。意思是“來”。如来即“如同來了”或“不來不去”之義。《金剛經》中解釋爲“无所从来，亦无所去，故名如來”；也有解释作“如诸佛而来，故名如来”。

## 含義

### 如
如字對應梵文、巴利文 ，字面含義爲同樣、如同、如此、因此等。其內涵經過延伸和演繹，可指真如，含两层意思：
1. 凭借真如之道，通过努力，不断累积善因，最后终于成佛，故名如来，也就是真身如来；
2. 通过介绍真如之道，使众生增長智慧、消除煩惱、获取利益，故名如来，也就是应身如来。

### 如來
如來也有另一層含義，可稱作眾生的自性。《華嚴經》云：“一切眾生皆有如來智慧德相，但以妄想、執著而不能證得。”
1. 如者，就是自性，也就是不變；來者，就是智慧。也就是我們的自性不變，才能夠產生智慧。
2. 如就是戒定；來就是慧。本性能有覺（戒），才能安定；智慧才能產生。

### 俗稱
在《西遊記》等神話志怪小說的影響下，民間常以如来佛、佛祖專指佛教創始者釋迦牟尼佛。在佛教中，無“如來佛”這樣的正式稱呼。

## 经论解釋
- 《金剛經》究竟無我分第十七：“如來者，即諸法如義”
- 《金剛經》威仪寂净分第二十九：“如来者，无所从来，亦无所去，故名如来。”
- 《成实论》一：“如来者，乘如实道来成正觉，故曰如来。”
- 《轉法輪論》：“如实而来，故名如来。（中略）涅槃名如，知解名来，正觉涅槃故名如来。”
- 《大智度论》二十四：“如实道来，故名为如来。”
- 《胜鬘宝窟》上末：“如来者体如而来，故名如来。又如诸佛来，故名如来。问：体如而来，故名如来。此是应身，何有来义？真如法身。云何有来？答：如本隐今显，亦得称来。”
- 《大日经疏》一：“如诸佛乘如实道来成正觉，今佛亦如是来，故名如来。”
- 《行宗记》上一之二：“真如平等，体离虚妄，故曰如实。乘履此法出现利生，故得此号。”
- 《秘藏记本》：“如来谓成佛以后悲愿力故垂化也，乘如而来故曰如来。”
- 《教行信证》四：“真如即是一如，然者弥陀如来从如来生示现报应化种种身也。”
- 《佛說十號經》卷1：「我昔因地為菩薩時，歷修眾行為求無上正等正覺，今得菩提涅槃一切真實，以八聖道正見所證名為如來。」
- 《大寶積經》卷90：「如來如實覺了如故，名為如來。」（CBETA, T11, no. 310, p. 515, b22-23）
- 《大般涅槃經》卷30〈11師子吼菩薩品〉：「如來世尊於一切法知見無礙故名為佛，發言無二故名如來。」（CBETA, T12, no. 374, p. 543, a27-28）
- 《大般涅槃經》卷十八〈梵行品第八之四〉云何名如來？如過去諸佛所說不變。云何不變？過去諸佛，為度眾生說十二部經，如來亦爾，故名如來。諸佛世尊從六波羅蜜、三十七品、十一空來至大涅槃，如來亦爾，是故號佛為如來也。諸佛世尊為眾生故，隨宜方便開示三乘，壽命無量不可稱計，如來亦爾，是故號佛為如來也。